# Jubel • Trubel • Heiterkeit
Jubel • Trubel • Heiterkeit ist ein Schlageralbum mit Karnevalsliedern von Jupp Schmitz, Dietmar Kivel, Willy Schneider, Willy Hofmann und De Vier Botze, das 1958 im Musiklabel Polydor (Nummer 45 032) unter der Rechtegesellschaft Bureau International de l’Edition Mecanique (BIEM) erschien.

## Musik
De Vier Botze, Dietmar Kivel, Jupp Schmitz und Willy Hofmann sangen die vier Lieder auf Seite eins und Willy Schneider die drei Lieder auf Seite zwei. Der Inhalt wird als „Karnevalsschlager von gestern und heute“ bezeichnet.
Eines der bekanntesten Lieder auf dem Album ist Wer soll das bezahlen?, bei dem Schmitz die Musik komponierte, der Text stammte von Kurt Feltz. Schmitz selbst hatte das Lied erstmals 1949 veröffentlicht. Schmitz und Feltz schrieben ebenfalls Wir kommen alle in den Himmel, dieses Lied wurde von Schmitz 1952 veröffentlicht.
Du darfst mich lieben für drei tolle Tage hieß in der Erstveröffentlichung Einmal im Jahr geht es drunter und drüber (Du darfst mich lieben für drei tolle Tage) und wurde von Hans Ludwig Lonsdorfer und Mac Hammer geschrieben.
Der schönste Platz ist immer an der Theke stammt aus der Feder von Toni Steingass und wurde 1951 von Das Steingass-Terzett veröffentlicht.

## Titelliste
Das Album beinhaltet folgende sieben Titel:
- Seite 1

1. Wer soll das bezahlen?
2. Kleine Winzerin vom Rhein
3. Du darfst mich lieben für drei tolle Tage
4. Der schönste Platz ist immer an der Theke

- Seite 2

1. Hätten wir lieber das Geld vergraben
2. Wir kommen alle in den Himmel
3. Jubel, Trubel, Heiterkeit! (Großes Karnevalspotpourri)